# 小行星13053
小行星13053（13053 Bertrandrussell）是一颗绕太阳运转的小行星，为主小行星带小行星。该小行星于1990年9月19日发现。

## 轨道参数
小行星13053的轨道半长轴为388 593 555 km，2.5975505 UA，离心率为0.294。